# Lupin Terzo vs Detective Conan
Lupin Terzo vs Detective Conan (ルパン三世VS名探偵コナン THE MOVIE?, Rupan Sansei vāsasu Meitantei Konan: Za Mūbī), conosciuto anche con il titolo internazionale Lupin the 3rd vs Detective Conan: The Movie, è un film d'animazione del 2013 diretto da Hajime Kamegaki.
Si tratta del secondo crossover tra le serie manga e anime Lupin III e Detective Conan, nonché sequel dello special per la televisione Lupin III vs Detective Conan del 2009. È uscito nei cinema in Giappone il 7 dicembre 2013, mentre in Italia è stato distribuito al cinema il 10 e l'11 febbraio 2015.
Per l'home video il film è stato distribuito con il titolo Lupin Terzo vs. Detective Conan - Il film, mentre per la TV è stato trasmesso con il titolo Lupin III vs. Detective Conan - Il film.

## Trama
Ladro Kid ruba un prezioso diamante. Conan parte al suo inseguimento, ma dal bagagliaio della macchina del ladro ne fuoriesce Goemon, che tira un fendente con la spada e divide in due il suo skateboard. Il giovane detective capisce che l'astuto Lupin III si è travestito da Kaito Kid per mettere in atto il suo piano.
Si scopre che Lupin ha commesso il furto per salvare Fujiko, che è stata presa in ostaggio dal misterioso Allen Smith. Quest'ultimo afferma che il colpo era solo un test per verificare le abilità del ladro e gli rivela che il suo vero obiettivo è lo "Zaffiro Ciliegia". La polizia giapponese, avvertita delle intenzioni di Lupin, sotto la guida dell'ispettore Megure si serve dell'aiuto dell'ispettore Zenigata, che prende gli agenti Sato e Takagi come assistenti. Nonostante le precauzioni di Zenigata Lupin riesce a rubare lo zaffiro e a scappare travestito da Takagi.
Nel frattempo al Tōto Stadium viene organizzato il concerto di Emilio Baretti, un famoso cantante italiano appena arrivato a Tokyo. Conan scopre che tra il suo staff c'è Jigen. Sonoko organizza un incontro con il cantante prima del concerto, ma quando lei, Kogoro, Ran e Conan arrivano all'hotel scoprono la presenza della polizia. Nell'appartamento di Baretti si trovano gli ispettori Megure e Shiratori, insieme alla manager Claudia Bellucci e al produttore Luciano Carnevale. Baretti ha infatti ricevuto una lettera minatoria: se non annullerà il suo concerto il cantante verrà ucciso. Carnevale insiste affinché lo spettacolo prosegua. Quando Ran e Sonoko stanno per andarsene, Conan scopre che Jigen è stato assunto come guardia del corpo di Baretti e lo segue.
Nel frattempo Sonoko e Ran incontrano Baretti, che è scappato di nascosto per andare a visitare la Bell Tree Tower in incognito. Il ragazzo semina le sue due accompagnatrici e si siede all'esterno della struttura. Ran lo trova e supplica il cantante di non suicidarsi. Un colpo di vento rischia di farli cadere entrambi. I due si salvano grazie a Sonoko e alle azioni combinate di Conan e Jigen. Baretti confessa che Carnevale è in realtà un boss mafioso, che usa i suoi concerti come copertura per i suoi traffici illegali, e Conan capisce che la lettera in realtà l'aveva scritta lo stesso cantante per cercare di risolvere la situazione. Intanto i giovani detective e Agasa cercano di trovare il covo di Lupin III. Quando ci riescono i tre trovano Goemon, che li fa addormentare con un sonnifero. Dopodiché, Fujiko li riporta a casa, chiedendo in cambio ad Ai, di cui rivela di conoscere la vera identità, di venire con lei, perché interessata all'APTX4869 e all'eterna giovinezza.
Il concerto di Baretti si svolge senza problemi. Carnevale riesce a evitare la sorveglianza della polizia per incontrarsi all'aeroporto con il suo compratore, che si rivela essere Allen Smith. Si scopre a questo punto che l'intermediario che ha organizzato questo incontro e il proprietario dello Zaffiro Ciliegia erano i soci di Lupin: Jigen e Goemon (anagrammando i loro nomi si ottengono i nomi di Jigen e di Goemon). Lupin è stato infatti ingaggiato dal governo del Regno di Vespania per recuperare un raro pezzo di minerale rubato da Carnevale, un minerale che consente la costruzione dell'ultima tecnologia stealth. Smith è in realtà un nativo del paese di Gillanba, il cui scopo era utilizzare il minerale per compensare la potenza militare di un paese vicino, uno scopo che né Sakura, l'ex regina di Vespania, né sua figlia Mira approvavano. Lo spietato Allen Smith ha però portato dei rinforzi e, nonostante l'aiuto degli amici di Lupin e di Conan, che aveva intuito la verità e aveva chiamato l'FBI per evitare che morisse qualcuno nella sparatoria, riesce a prendere Conan come ostaggio e a scappare sull'aereo.
Lupin riesce però a salire sull'aereo grazie a Fujiko e ad Ai. Lì lui e Conan, che si è liberato da solo, si preparano a fermare Smith, ma Carnevale comincia a sparare con una mitragliatrice, aprendo una falla nell'aereo che lo risucchia e colpendo mortalmente lo stesso Smith con il suo aiutante, che lo stavano pilotando. Prima di morire, Smith chiede a Conan chi è esattamente e lui gli svela la sua vera identità, nonostante Lupin cercasse di aiutarlo a tenerla nascosta. Quando l'aereo viene preso di mira da dei jet militari, che vogliono distruggerlo prima che lasci il Paese, Lupin spiega che lo Zaffiro Ciliegia è fatto del minerale di Vespania. I due lo usano così per evitare i missili e per poi buttarsi con il paracadute, facendo precipitare l'aereo. Una volta in mare sono tratti in salvo dal sommergibile di Fujiko. Questa aveva fatto un accordo con Ai sul farsi rivelare il segreto dell'APTX4869, ma la ragazza, ripetendo le parole della donna su come il mentire sia una caratteristica femminile, rompe l'accordo.
In una scena dopo i titoli di coda Conan, Ran e Ai vedono Baretti, più sicuro di sé, in partenza da un aeroporto del Giappone per tornare in Italia. Nel frattempo Lupin cerca di rubare un tesoro nazionale da un tempio del Kansai, a Osaka, solo per scoprire che Kaito Kid l'ha rubato per primo e ha avvisato la polizia, in attesa di arrestarlo, come vendetta. Quando questa scena finisce esce il logo di un possibile nuovo crossover Lupin III vs. Kaito Kid, ma compare Conan che dice: "Tranquilli, è uno scherzo!".

## Colonna sonora
La colonna sonora è composta da Yūji Ōno, il musicista di Lupin III, e Katsuo Ōno, il musicista di Detective Conan. È stata pubblicata dalla VAP il 4 dicembre 2013, in una confezione con due CD intitolata Rupan Sansei vs Meitantei Conan - The Movie - Original Soundtrack (ルパン三世vs名探偵コナン THE MOVIE オリジナル・サウンドトラック?, Rupan Sansei vāsasu Meitantei Conan - The Movie - Orijinaru Saundotorakku) o, come scritto sulla copertina, Lupin the Third - Detective Conan - Original Soundtrack.
Come sigle di apertura e chiusura sono stati usati alcuni brani dei due compositori:

la sigla di apertura è formata da:
- Conan Tracer (コナントレーサー?, Konan Torēsā)
- THEME FROM LUPIN III ～2013 WITH CONAN ver. (una nuova versione di Rupan Sansei no Theme)
- Conan Introduce (コナンイントロデュース?, Konan Intorodyūsu);

la sigla di chiusura è formata da:
- THEME FROM LUPIN III ～2013 WITH CONAN ENDING ver.
- Meitantei Conan Main Thema (Rupan Sansei VS Meitantei Conan Version) (名探偵コナン メイン・テーマ（ルパン三世VS名探偵コナン ヴァージョン）?, Meitantei Konan Mein Tēma (Rupan Sansei vāsasu Meitantei Konan Vājon)).

Nel film è presente anche la canzone wonderland dei 99RadioService.

## Distribuzione
Il film è stato distribuito in Giappone da Toho. È stato distribuito anche a Singapore, in lingua originale con sottotitoli in inglese e cinese, nel circuito Cathay Cineplexes dal 6 marzo 2014. Dopodiché è stato distribuito anche a Taiwan il 4 aprile 2014 e in Corea del Sud il 29 maggio. In Italia ha avuto inizialmente due proiezioni in lingua originale con i sottotitoli in italiano nel 2014, con il titolo Lupin III VS. Detective Conan: The Movie, nell'ambito della rassegna di cinema giapponese Wa! Japan Film Festival: la prima volta al cinema Odeon di Firenze l'11 maggio, la seconda al cinema Apollo di Milano il 14 maggio. Il film è stato distribuito in un numero limitato di sale dalla Lucky Red, doppiato in italiano, il 10 e l'11 febbraio 2015.

### Edizione italiana

#### Doppiaggio
L'edizione italiana del film è stata curata, per Lucky Red, dallo studio Logos di Milano sotto la supervisione editoriale di Romina Franzini. La direzione del doppiaggio e l'adattamento dei dialoghi sono a cura di Pino Pirovano, la traduzione dall'originale è di Andrea De Cunto.

### Edizioni home video

#### Giappone
In Giappone il film è stato pubblicato in DVD e Blu-ray Disc da VAP il 4 giugno 2014. Sono state pubblicate due edizioni in DVD, una a disco singolo detta Tsūjō han (通常版? "Edizione normale") e una in due dischi detta Gōkaban (豪華版? "Edizione deluxe"). In Blu-ray Disc, invece, vi è solo un'edizione in due dischi, di cui il secondo è comunque un DVD.

#### Italia
In Italia è stato pubblicato in DVD e Blu-ray Disc il 19 maggio 2015, distribuito da Lucky Red.

## Accoglienza
Il film incassò 649 835 000 yen nei primi due giorni di proiezione, arrivando al primo posto della classifica del botteghino giapponese, e il 15 dicembre 2013 era arrivato a 1 445 987 935 yen. Il 7 gennaio 2014 il film aveva incassato 3 636 500 850 yen e venduto 3 088 143 biglietti, superando l'incasso di Meitantei Conan - Zekkai no private eye e diventando così il film di Detective Conan con il maggior incasso di sempre. Il 19 gennaio 2014 il film aveva superato i quattro miliardi di yen. Il 2 febbraio 2014 aveva incassato 4 061 257 975 yen.
Il film è stato nominato per gli Awards of the Japanese Academy del 2014 nella categoria animazione, in cui ha poi vinto Si alza il vento.

## Riconoscimenti
- 2014 - Japan Academy Award
  - Candidatura come miglior film d'animazione

## Versione a fumetti
Dal film è stato tratto un manga con lo stesso titolo, disegnato da Yutaka Abe e Denjirō Maru, disegnatori anche di alcuni volumi di Detective Conan Special Cases e del manga tratto dallo special televisivo. Il manga è stato pubblicato dal 25 agosto 2014 al 25 aprile 2015 sulla rivista Shōnen Sunday Super, edita dalla Shogakukan, la casa editrice del manga di Detective Conan. Il manga è stato raccolto in due tankōbon, pubblicati da Shogakukan rispettivamente il 18 marzo e il 18 maggio 2015.